# Babeau-Bouldoux
Babeau-Bouldoux är en kommun i departementet Hérault i regionen Occitanien i södra Frankrike. Kommunen ligger i kantonen Saint-Chinian som tillhör arrondissementet Béziers. År 2022 hade Babeau-Bouldoux 309 invånare.

## Befolkningsutveckling
Antalet invånare i kommunen Babeau-Bouldoux
Referens:INSEE